# Gavilán o paloma
Gavilán o paloma és una pel·lícula mexicana de drama del 1985 dirigida per Alfredo Gurrola. Rep el títol d'una de les millors cançons de José José. Narra l’ascens de la icona de la música mexicana José José des dels seus humils inicis a Ciutat de Mèxic fins a la seva superestrella internacional. Quinze de les cançons de José José són a la banda sonora.

## Sinopsi
José José va néixer en una família mexicana de músics amb talent. El seu pare era un tenor d'òpera alcohòlic i la seva mare era pianista. Creixent als barris difícils de la Ciutat de Mèxic, José va començar la seva carrera com a cantant en serenates i més tard en un trio de jazz. El seu pare va morir i la seva carrera va començar a causa del seu enorme talent. José va començar una relació amb Anel (Bach), una bella actriu jove, però a causa del seu alcoholisme i infidelitats, ella el deixa. José es casa amb Kiki Herrera (Gina Romand), una bella socialista vint anys més gran que ell. Després de diverses baralles i diferències irreconciliables, José la deixa. Després de patir una terrible pneumònia que gairebé va acabar la seva carrera, Anel torna a estar al seu costat i es recupera. Després d'un parell d'anys sense èxit, José va signar un contracte amb una discogràfica important i torna al cim de l'èxit per quedar-s'hi la resta de la seva carrera.

## Repartiment
- José José...	José Sosa 'José José'
- Christian Bach	 	...	Anel
- Gina Romand 	...	Kiki Herrera
- Jorge Ortiz de Pinedo
- Arturo Alegro
- Norma Lazareno
- Rafael Baledón

## Producció
Es va rodar a la Ciutat de Mèxic. No va ser un gran èxit comercial perquè la seva estrena va coincidir amb el Terratrèmol de Mèxic de 1985.
Va rebre dues nominacions en la XXVIII edició dels Premis Ariel en la categoria de "Millor actor de repartiment" (Rojo Grau) i "Millor actriu de repartiment" (Gina Romand).